# Ошанин, Никифор Фёдорович
Ники́фор Фёдорович Оша́нин (1862 — 10 сентября 1913, Тамбов) — тамбовский губернатор (1912—1913).

## Биография
Из старинного дворянского рода. Землевладелец Рязанской губернии (родовое имение в 1630 десятин).
По окончании Московского университета поступил кандидатом на судебные должности при прокуроре Московской судебной палаты. Затем был мировым судьёй в Данковском уезде Рязанской губернии, а с 1890 года — земским начальником в том же уезде. С 1896 года в качестве непременного члена принимал участие в рязанском губернском присутствии.
В 1907 году был назначен витебским вице-губернатором, а в 1911 — переведён на должность вице-губернатора в Полтавскую губернию. Через полгода, 7 мая 1912, назначен был тамбовским губернатором и в этой должности скончался. Дослужился до чина действительного статского советника (1907).
Был женат на Екатерине Аполлоновне Лопатиной (1860-1941). За ней состояло 1092 десятин земли в Спасском уезде и 200 десятин в Данковском уезде Рязанской губернии. У них был сын Леонид Никифорович Ошанин (1894-1916).
Умер в 1913 году в Тамбове. Похоронен в селе Спасском Рязанской губернии.

## Награды
- Орден Святой Анны 3-й степени (1893)
- Орден Святого Станислава 2-й степени (1897)
- Орден Святого Владимира 4-й степени (1901)
- Орден Святого Владимира 3-й степени (1909)
- Орден Святого Станислава 1-й степени (1912)